# Orthosia schmidtii
Orthosia schmidtii is een vlinder uit de familie van de uilen (Noctuidae). De wetenschappelijke naam van de soort is voor het eerst geldig gepubliceerd in 1935 door Dioszeghy.